# Expeditions: Viking
Expeditions: Viking est un jeu vidéo de type tactical RPG développé et édité par Logic Artists, sorti en 2017 sur Windows.
Il fait suite à Expeditions: Conquistador.

## Accueil
- Canard PC : 6/10[1]